# Tangata manu

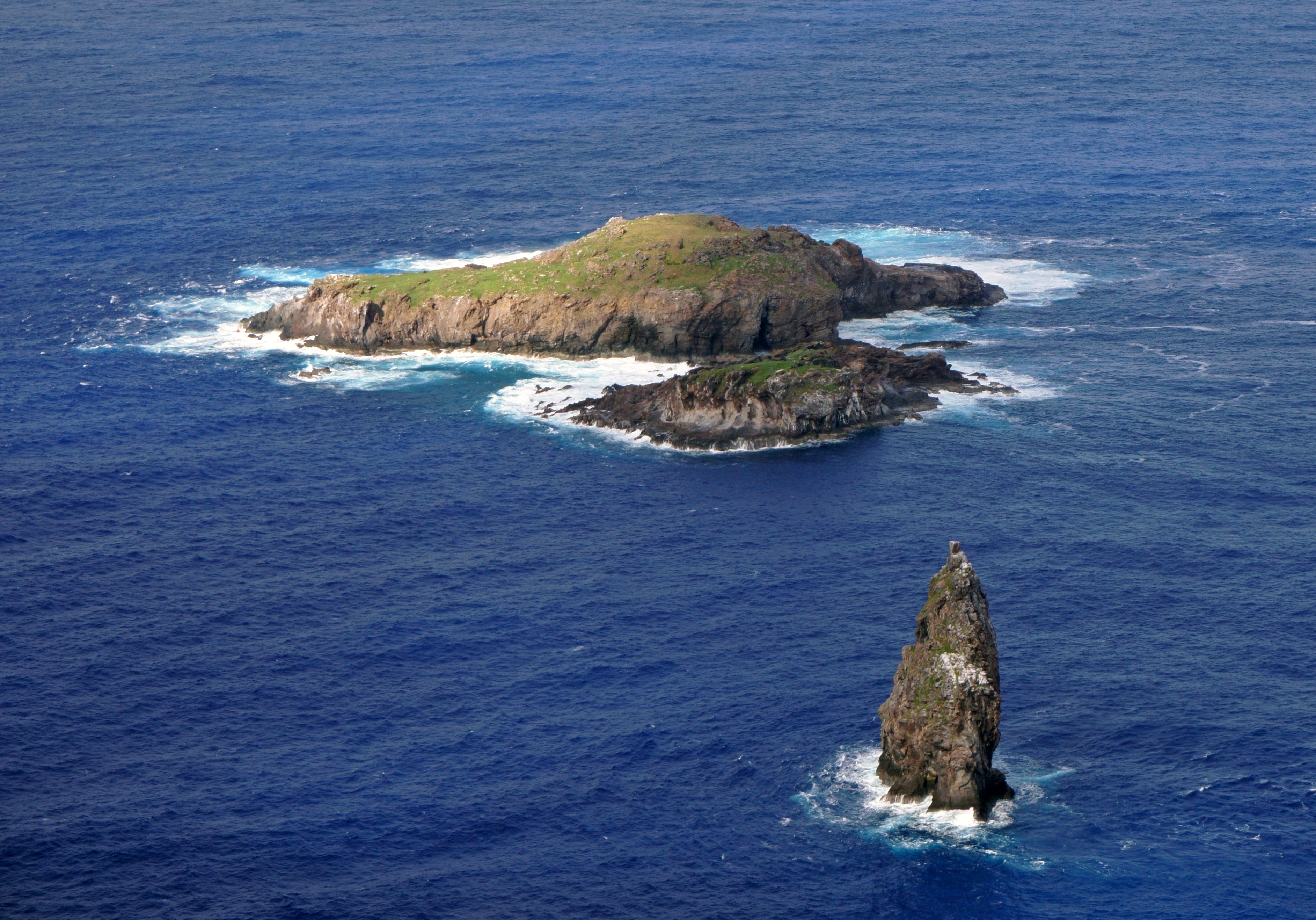
Motu Nui, Motu Iti et Motu Kao Kao.

Selon l’explorateur Alfred Métraux, le Tangata manu (« homme-oiseau ») est, pour un an, l’arbitre des conflits entre clans (iwi) sur l’île de Pâques. À ce titre, il est « neutre » et sacré. Pour devenir Tangata manu, le Hopu (représentant de chaque clan) doit plonger dans l’océan à partir de la falaise d’Orongo, nager à l’aide d’une gerbe de totora jusqu’à l’îlot rocheux inhabité de Motu Nui (« grand rocher »), s’y poster et attendre la ponte du premier œuf de la saison de sterne Manutara, le recueillir, nager à nouveau vers l’île de Pâques et gravir la falaise de Rano Kau pour le ramener à l’ariki nui (« grand guerrier » : le « roi » de l’île).
Le film Rapa Nui (1994) retrace cette tradition mais la représente comme une violente compétition où l’on doit gagner contre les autres et où le côté sacré est complètement ignoré. En fait, chaque nageur se postait devant un nid, et selon la mythologie pascuane c’est le dieu Make-make qui désignait le Tangata manu de l’année au moyen du premier couple de sternes à pondre. Cet unique œuf recueilli, tout le monde rentrait indemne. En outre, dans le film, le vainqueur fait du chef de son clan l’ariki nui, alors que cette dignité était héréditaire au sein de la lignée Miru, descendant, selon la tradition orale, du fils aîné de Hotu Matu'a, le découvreur légendaire de l’île.
Le dernier rituel du Tangata manu s’est tenu le 22 décembre 1866 en présence du missionnaire Picpucien français Eugène Eyraud qui a fortement contribué à éradiquer les croyances indigènes au profit du christianisme.

## Sources
- Thomas S. Barthel, (en) The Eighth Land : the polynesian settlement of Easter Island (« La huitième terre : l'établissement polynésien sur l'île de Pâques »), Honolulu University of Hawaii, 1978.
- Robert D. Craig, (en) Handbook of Polynesian Mythology (« Manuel de mythologie polynésienne ») -
- Alfred Métraux : Introduction à la connaissance de l'Ile de Pâques, éditions du Muséum national d'histoire naturelle, Paris 1935, relatant les résultats de l'expédition franco-belge de Charles Watelin en 1934.